# Dampierre (Haute-Marne)
Dampierre település Franciaországban, Haute-Marne megyében. Lakosainak száma 385 fő (2022. január 1.). Dampierre Frécourt, Neuilly-l’Évêque, Poinson-lès-Nogent, Rolampont, Vitry-lès-Nogent, Changey és Chauffourt községekkel határos.

## Népesség
A település népességének változása:
| Lakosok száma | 334  | 339  | 362  | 371  | 392  | 393  | 384  | 384  | 387  | 385  |
|               | 1968 | 1990 | 2006 | 2011 | 2015 | 2016 | 2018 | 2019 | 2021 | 2022 |